# Teledetecció

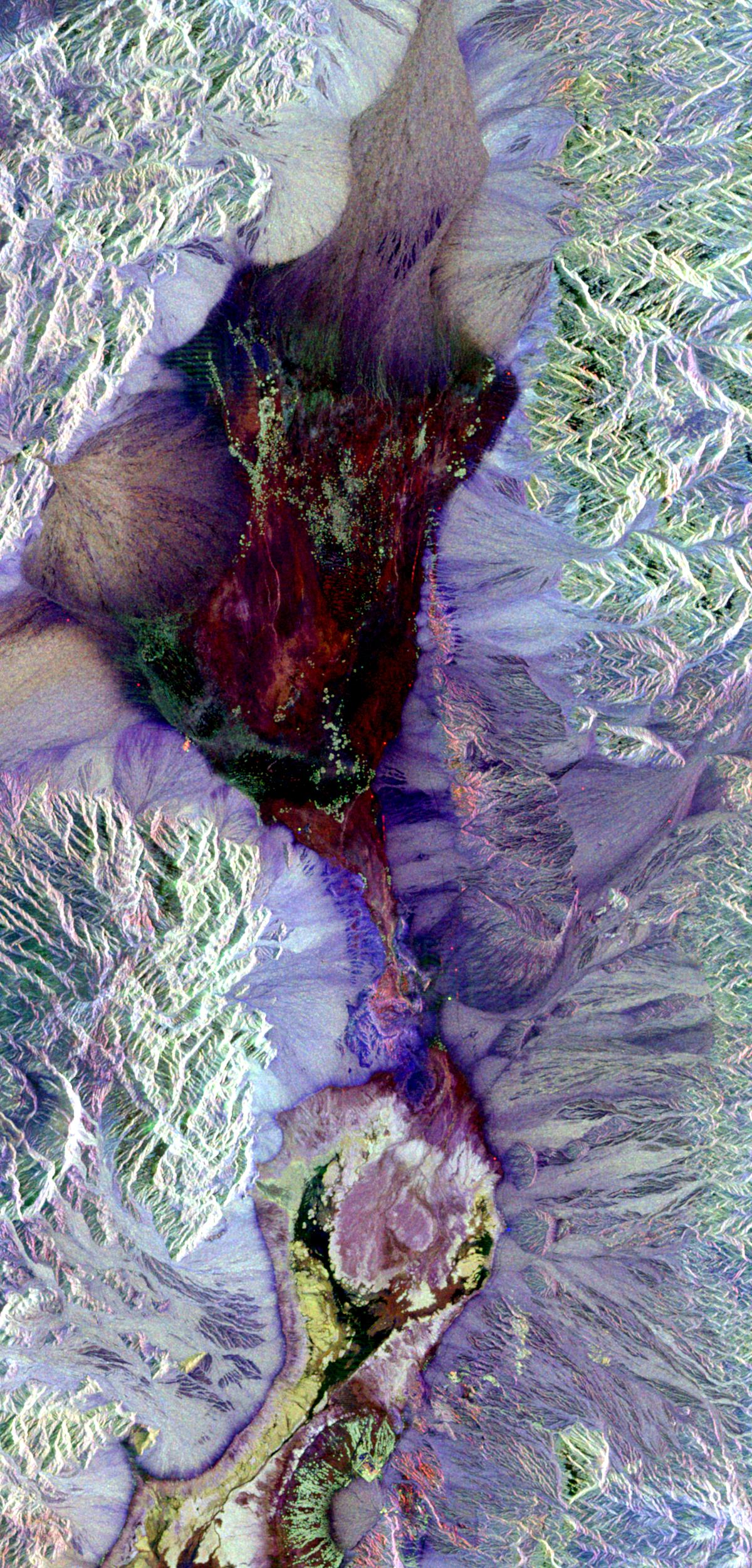
Imatge de la Vall de la Mort, presa per un radar d'obertura sintètica i acolorida emprant un polarímetre.

La teledetecció és un mètode basat en l'aparició d'una pertorbació (energia electromagnètica, camps gravitacionals, ones sísmiques, etc.) en el que el procés o objecte estudiat es reprodueix en el medi i que pot ser registrat per un objecte receptor.
Posteriorment totes aquestes dades seran processades i interpretades. La radiometria seria una disciplina que estudiaria la radiació electromagnètica emesa per aquests objectes i processos.
Els intervals de l'espectre electromagnètic més utilitzats són el visible, l'infraroig i, en menor mesura, la regió de les microones.
Les tècniques de teledetecció inclouen l'aerografia (fotos aèries), les tècniques geofísiques de mesures elèctriques, sísmiques o radiomagnètiques, preses dels vaixells, avions o satèl·lits.
Les imatges obtingudes per la teledetecció poden ser analògiques o digitals. Les càmeres de fotos i televisió tradicionals proporcionen informació gràfica en forma d'imatges analògiques. Tradicionalment es produeixen parells de fotos estereoscòpics que donen sensació de relleu.

## Elements de la teledetecció
- Forma d'emissió i tipus d'energia emesa per l'objecte a estudiar. La radiació pot ser espontània (radioactivitat) o per reflexió d'energia procedent d'altra font (llum solar o radiació infraroja).
- La unitat d'informació o píxel. Pot ser puntual, lineal o, sobretot, superficial. En aquestes unitats de superfície s'engloben en una sola dada totes les radiacions emeses per tots els objectes que interfereixen en aquesta unitat elemental.
- La plataforma és el suport del sensor que capta l'energia procedent de la unitat d'informació. Les plataformes més utilitzades són els avions i els satèl·lits.
- Sensor-mecanisme que capta les radiacions. Poden ser actius i passius. Els primers emeten energia, la qual és reflectida pels objectes i posteriorment detectada. Els més utilitzats són els radars que emeten microones. Els sensors passius solament reben energia. Com a exemple tenim les càmeres fotogràfiques, les de televisió i els escàners o radiòmetres multiespectrals que registren la radiació emesa o reflectida per la superfície terrestre i la separen en diferents bandes espectrals, és a dir, per a una mateixa superfície, es generen diferents imatges corresponents a les diferents longituds d'ona.
- Centre de recepció i processament de la informació rebuda, on la informació es tradueix a imatges i dades que poden ser consultades i utilitzades pels usuaris.

## Aplicacions de les tècniques de teledetecció
La gran varietat de dades obtingudes per la teledetecció permet que pugui ser utilitzada en aplicacions molt diverses: 
- En meteorologia. Sense aquestes dades no es podria fer cap predicció a curt o llarg termini. S'utilitzen per seguir l'evolució de fenòmens meteorològics i atmosfèrics com els monsons, el Niño, les gotes fredes, l'aprimament de la capa d'ozó, etc.
- En agricultura. Identificació i extensió dels conreus, seguiment i predicció, collites, etc.
- En geologia. Identificació de les estructures geològiques i de recursos minerals.
- En hidrologia: Realització cartogràfica de zones afectades per inundacions, identificació zones vulnerables, anàlisis de la qualitat de l'aigua en embassaments, control de l'explotació d'aqüífers, seguiment zones humides, etc.
- En biogeografia. Realització d'inventaris de recursos forestals, cartografies de zones afectades per incendis, avaluació de canvis paisatgístics, seguiment de la desertització, entre d'altres.
- En la gestió de zones costaneres. Avaluació de la línia de costa (erosió i sedimentació), control de vessament i estudis de dinàmica.
- En oceanografia. Localització de bancs de peixos, estudi dels corrents marins, cartografia dels fons oceànics, etc.

## Centres de teledetecció
- Australian Centre for Remote Sensing (ACRES) Arxivat 2006-09-01 a Wayback Machine.
- Canada Centre for Remote Sensing Arxivat 2011-12-02 a Wayback Machine.
- Indian Institute of Remote Sensing Arxivat 2012-07-18 a Wayback Machine.
- Remote Sensing Unit (Portugal)
- National Remote Sensing Agency Hyderabad, INDIA Arxivat 2016-01-28 a Wayback Machine.